# علی کریم‌لی
علی کریم‌لی (ترکی آذربایجانی: Əli Kərimli؛ زادهٔ ۲۸ آوریل ۱۹۶۵) سیاستمدار اهل جمهوری آذربایجان است.